# 東京ローズ

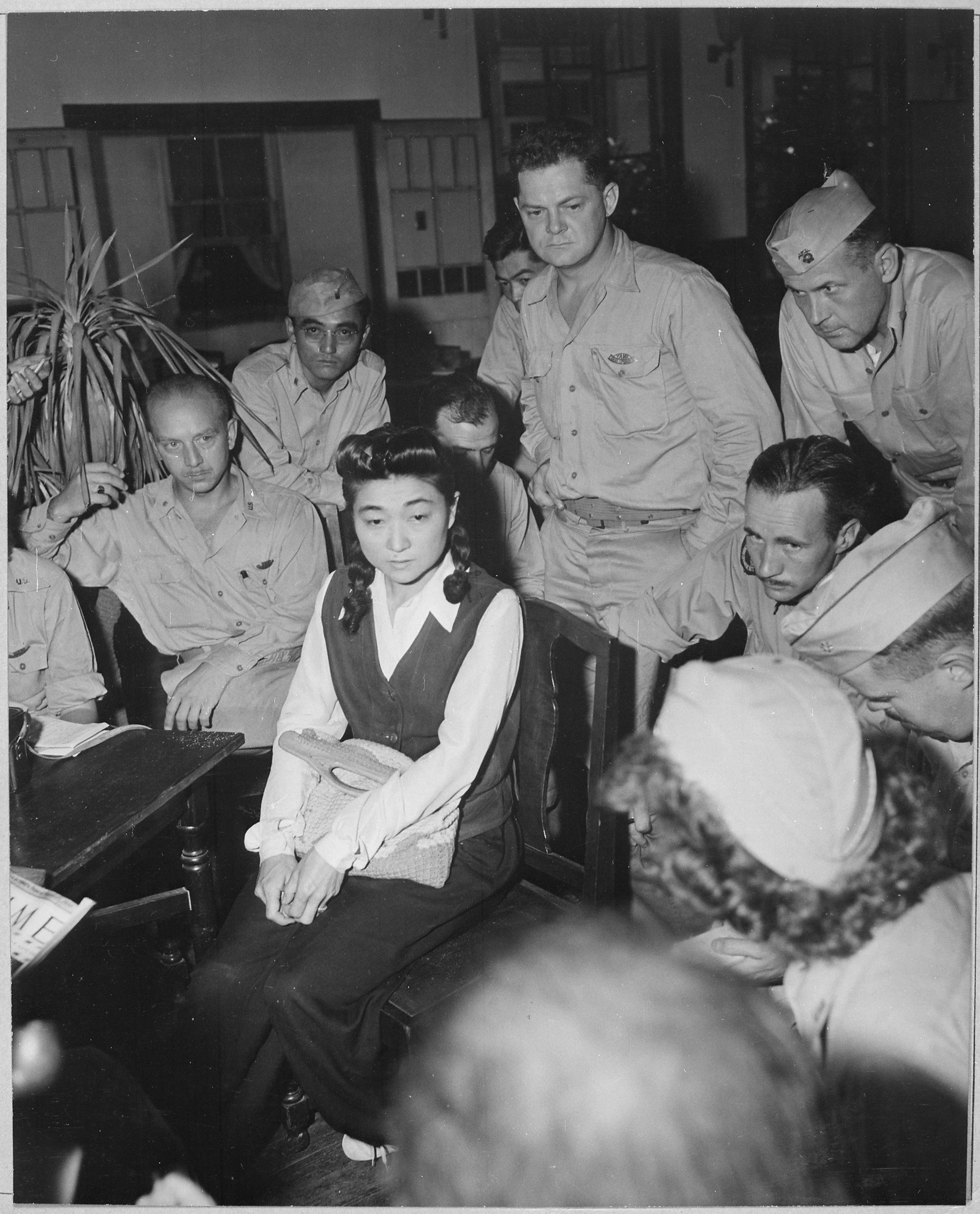
横浜市のバンドホテルにて、「東京ローズ」の1人であるアイバ・戸栗・ダキノ（GHQによるインタビューと取調べ時）

東京ローズ（とうきょうローズ、英語: Tokyo Rose）は、日本軍が第二次世界大戦中におこなった連合国側向けプロパガンダ放送の女性アナウンサーに、アメリカ軍将兵がつけた愛称。
複数存在したが、特定されているのは一人のみである。

## プロパガンダ放送

### 「ゼロ・アワー」
日本政府は太平洋戦争中、「ラジオ・トウキョウ放送（現在のNHKワールド・ラジオ日本）」で、イギリス軍やアメリカ軍、オーストラリア軍をはじめとする連合国軍向けプロパガンダ放送を行い、捕虜から家族宛の手紙の紹介等をしていた。
1942年（昭和17年）2月に軍当局の発案で、連合国軍捕虜のラジオ放送の専門家を使う事にし、元オーストラリアABCのアナウンサーで、オーストラリア兵捕虜のチャールズ・カズンズ少佐、元アメリカのフリーランスアナウンサーで、アメリカ兵捕虜ウォーレス・インス大尉、レイズ中尉らを参加させた。チャールズ・カズンズ少佐は当初拒んだが、最終的に承諾した。
そして始まったのが「ゼロ・アワー」で、音楽と語りを中心に、アメリカ人捕虜が連合国軍兵士に向けて呼びかけるというスタイルを基本とした。1943年（昭和18年）3月から、1945年（昭和20年）8月14日まで放送され、太平洋前線のアメリカ軍兵士やイギリス軍兵士らに評判となった。
英語を話す女性アナウンサーは、複数存在した。同局の女性アナウンサーは4人から20人ほどいたという証言もあるが、いずれも本名が放送されることはなく、愛称もつけられていなかった。アナウンサーについては「孤児（みなしご）のアン」という名称が使用されていたが、放送を聴いていたアメリカ軍兵士たちは声の主に「東京ローズ」の愛称を付けた。
「東京ローズ」はアメリカ本国でも注目され、ニューヨーク・タイムズが1944年3月20日付の記事で取り上げたほか、1946年には映画『Tokyo Rose』が製作・公開されるほどであった。ダグラス・マッカーサーも回想録で「東京ローズ」に言及している。

### アナウンサー
「東京ローズ」に該当するのがどのアナウンサーであるかは、アメリカ軍兵士からは明確に判らないままであったため、戦争開始前に太平洋上で行方不明になり、その後「日本軍に捕らわれた」と噂された女性飛行家のアメリア・イアハートが「『東京ローズ』の1人として活動していた」とさえ噂されたことがあった。
終戦後の8月末、連合国の占領軍が日本本土に進駐を開始した（マッカーサー元帥は8月30日に厚木海軍飛行場着）。東京に到着した連合国の記者達は、東京ローズを、連合国軍最高司令官総司令部（GHQ）の制止を振り切っても捜し回った。「ラジオ・トウキョウ放送」側は、アメリカの従軍記者の取材に対し、東京ローズ孃は現在勤務していないと回答した。
ところが、アメリカの従軍記者からの取材に対し、アイバ・戸栗・ダキノ（アイバ・戸栗・郁子）は、「東京ローズ」の一人であると唯一認めたため、アメリカに帰国後国家反逆罪に問われた。しかし、裁判で兵士が証言した「東京ローズ」の声質や放送内容が、戸栗のそれとは一致しないのが実情であった。
後に公開されたFBIのファイルに、「東京ローズ」の「候補」として複数の女性アナウンサーの顔写真があった。
兵士が証言した「東京ローズ」は、放送期間と放送された内容や声質、およびその声紋などから、女性英語アナウンサーであり東京放送局職員でもあったジューン・須山こと須山芳枝（1920年 - 1949年、バンクーバー育ち。「南京の鶯」と呼ばれた）である可能性が高い。サンフランシスコにおける戸栗の裁判で、弁護側は「終戦直後に事故死したジューン須山が、本当の東京ローズであった」と主張した。

## アイバ・戸栗・ダキノ
アイバ・戸栗・ダキノ（Iva Toguri D'Aquino、日系アメリカ人、日本名・旧姓：戸栗 郁子（とぐり いくこ）、1916年7月4日 - 2006年9月26日）は、「東京ローズ」の1人として、もっとも著名な人物である。

### 生い立ち
1916年7月4日に、輸入雑貨店を経営する山梨県出身の父・遵と、東京府出身の母・ふみのもと、日系アメリカ人2世としてアメリカ・カリフォルニア州ロサンゼルスに生まれる。日本人の両親の元で生まれたものの、両親の教育方針により、アメリカ風のしつけと教育を受け、日本語の正式な教育を受ける機会は与えられなかった。

### 来日
カリフォルニア大学ロサンゼルス校で動物学を学び卒業。同校大学院在学中の1941年（昭和16年）7月に叔母・シズの見舞いのため、半年の滞在予定で来日したが、両親から「アメリカ人」として教育を受けていたため、日本人の生活様式や習慣には馴染めなかった。とりわけ彼女を悩ませたのは、アメリカには無かった銭湯での「混浴」と、アメリカの基準から見て「不衛生」な日本家屋の便所であった。このため来日後、何度も両親へ「アメリカに帰りたい」という手紙を送っている。
同年12月8日の真珠湾攻撃および太平洋戦争開戦で、アメリカへ戻ることが不可能となる。戦時中に2度運航された、日米間の戦時交換船によるアメリカ渡航を申請するも、米国では日系人の強制収容が始まっていて帰国は叶わなかった。
アメリカで母親は日系人収容所へ行く途中に病死していた。何度も日本の特高警察から日本国籍への帰化の圧力をかけられたが、拒否し続けた。

### 孤児のアン
日本での生活のため同盟通信社の愛宕山受信所で外国の短波放送傍受とタイピングの仕事に就く。翌1942年（昭和17年）からは日本放送協会海外局米州部業務班でタイピストとして勤務する傍ら、日本軍の参謀本部の恒石重嗣少佐の下で対外宣伝ラジオ番組（プロパガンダ）のスタッフとなる。ラジオ・トーキョーにはアメリカの短波放送が聞けるラジオがあった。
日本語原稿を英語のアナウンス原稿に訳す作業を業務としていたが、連合国軍兵士へのアピール性が期待され、途中の1943年（昭和18年）11月からゼロ・アワーの女性アナウンサーとして原稿を読むことになり、「孤児のアン」と名乗って曲の紹介などをしていた。それまでは3人の捕虜が番組を担当していたのをチャールズ・カズンズが起用したが、放送で密かに日本軍に抵抗していたことを打ち明けられ、DJを引き受けることになる。同僚によれば、おとなしくて笑顔をたやさない女性であったという。
終戦間際の1945年（昭和20年）7月、長年同棲関係にあった、日系ポルトガル人の同盟通信社員のフィリップ・ダキノ (Philippe d'Aquino) と結婚。ポルトガルは第二次世界大戦において中立国であった。彼女は、ポルトガル人になったと主張した。

### 反逆罪

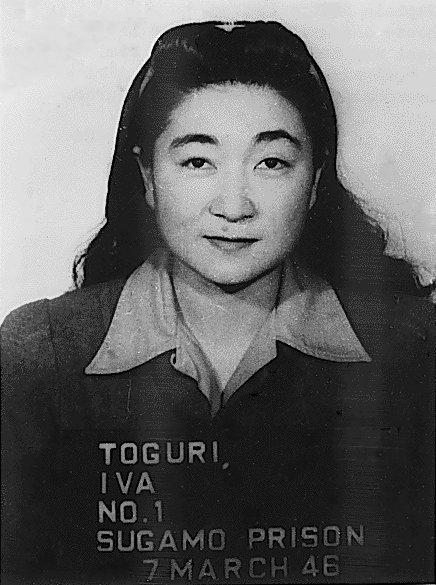
巣鴨プリズン拘置時の顔写真。

終戦後の1945年8月に、昭和天皇、東條英機、そして「東京ローズ」の3人のインタビューを取ることを夢として追っていたアメリカの従軍記者の一人により「発見」され、2000ドル（当時は一軒家が買える値段で現在の日本円の価値で600万円程度）で独占取材契約した。彼女は、録画カメラの前で自分が「東京ローズ」だと言明した。自分が「東京ローズ」であると公言したのは戸栗が最初で最後だったため、「唯一の『東京ローズ』」として、日米マスコミの取材合戦が過熱し、強い関心の的となった。その為独占の契約を守れず、契約金2000ドルは支払われなかった。
その後、GHQに呼び出され、映画まで撮られる。しかし、米本土で「反逆者」という記事が出て反響を生む。アイバはGHQにより反逆罪(en:Treason#United States)容疑で巣鴨プリズンに11か月間収監され、FBIの取り調べを受けた。同年11月27日付け「星条旗紙」には巣鴨プリズン収容者の待遇が記事となっており、「2人の女性（戸栗とアルベルグ）のお客さんに、おしゃべり禁止を強要することは困難だろう」と、戸栗の存在に触れた記述がなされている。
1946年10月下旬、証拠不十分として釈放された。インタビューでは、可能であれば親族がいるアメリカに帰りたいと語った。
1947年になると、妊娠した戸栗は、アメリカで出産するために帰国を申請した。アメリカ本国で出産すると、その子供はアメリカ合衆国の市民権を請求できる。これに対し、アメリカの在郷軍人たちが一斉に反対を表明した。合衆国政府も、戸栗を告発する意向を示して証拠提供を呼びかけた。
1948年1月4日、戸栗は男子を出産したが、同日に死亡した。その後、反逆罪で逮捕され、アメリカ本国に強制送還された後、最も反日感情が強かったカリフォルニア州の検事から「対日協力者」としてアメリカで最も重罪である国家反逆罪で起訴された。
裁判は1949年7月5日にカリフォルニア州サンフランシスコ連邦裁判所で開始された。陪審員は全員白人で、総費用50万ドル（7億円）というアメリカ建国史上最大の裁判となった。
弁護側は、アメリカ兵の戦意を喪失させる意図はなかった等と、否認した。弁護側の証人は、アイバが指示通りの仕事をしたと証言し、検察側の証人として出廷した恒石元少佐も、アイバの仕事はアメリカへの反逆にはあたらないとの証言をおこなった。一方検察側は、反逆の意思の有無に関係無く、放送に参加していたこと自体が問題であると主張し、アイバが自発的に番組に参加していた点も強調した。
裁判を取材していたマスコミは、アイバが無罪になると予想していたが、1949年9月29日に下った判決は有罪で、禁錮10年と罰金1万ドル、アメリカ市民権剥奪などを言い渡され、女性として史上初の国家反逆罪となった。アイバは6年2ヶ月の服役後、模範囚として釈放された。
有罪判決については、トルーマン政権の司法長官トム・C・クラークによる陰謀説もある。

### 名誉回復
人種差別が合憲とされていた当時のアメリカにおいて、裁判の陪審員に問題があるなど、終始人種的偏見に満ちたものであったため、1970年代には日系アメリカ人市民同盟や在郷軍人たちによる支援活動が実り、有罪判決は疑問視されるようになった。
1976年に、裁判の証人だった元上司2人が「証言は事実でなく、FBIに偽証を強要され、リハーサルもさせられた」などと告白した記事を、アメリカ人日本特派員記者がスクープ報道した。
釈放後も市民権は剥奪されたままであり、居住地の制限も加えられるなど苦しい生活を強いられた。2度にわたり提出した嘆願書は黙殺されたが、1976年に三度目の嘆願書がようやく実り、1977年1月19日、フォード大統領による特赦によりアメリカの国籍を回復した。
その後シカゴに転居し、父が創業した輸入雑貨店「戸栗商店（J. Toguri Mercantile Co.）」で、晩年まで働いていた。当初は反逆者の汚名を着せられたアイバ・戸栗であったが、晩年の2006年1月には、「困難な時も米国籍を捨てようとしなかった“愛国的市民”」として退役軍人会に表彰され、感激の涙を流している。2006年9月26日、脳卒中のため、90歳で死去。報道では老衰。

## 東京ローズを題材にした作品

### 舞台
- 『東京ローズ（舞台）』 - ミュージカル。2019年イギリスのBurnt Lemon Theatreで初演[41]。新国立劇場で2023年12月7日より来日上演された[42]。

### テレビ
- NHK連続テレビ小説『本日も晴天なり』（1981年 - 1982年） - 戦後、主人公がアナウンサーとして勤める放送協会に進駐軍の従軍記者らが「東京ローズ」を探して押しかけてくるシーンがあり、主人公らアナウンサーや室長らが戸惑う中、演出家の女性が流暢な英語で応対して記者らを国際部へ案内する。
- NHK大河ドラマ『山河燃ゆ』（1984年） - 第31話『太平洋戦線』で日系二世の女性が「東京ローズ」をやるよう特高警察から強要される。
- NHK『映像の世紀 バタフライエフェクト』（2024年8月26日） - 『太平洋戦争 日米プロパガンダ戦』。国民を扇動する日米双方の内情を解説する[43]。

### 映画
兵士達が「東京ローズ」の放送に聞き入るシーンが登場する。
- 『パール・ハーバー』
- 『父親たちの星条旗』[37]
- 『ミッドウェイ』

など

## テレビ番組
- 歴史秘話ヒストリア 裏切りの声は甘く悲しく～太平洋戦争のラジオアイドル東京ローズ（2015年1月21日、NHK）[44]